# Anna Blinkova
Anna Vladimirovna Blinkova (rusă Анна Владимировна Блинкова; n. 10 septembrie 1998, Moscova, Rusia) este o jucătoare de tenis rusă. Cea mai bună clasare a sa la simplu în clasamentul WTA este locul 34 mondial, în august 2020, iar la dublu, locul 45 mondial, în septembrie 2020.
A câștigat un titlu la simplu și unul la dublu pe Circuitul WTA, un titlu la simplu și un titlu la dublu la turneele WTA 125, precum și trei titluri la simplu și zece titluri la dublu pe Circuitul ITF. 
Blinkova a fost finalistă la Campionatele de la Wimbledon din 2015 la simplu fete și a fost clasată pe locul 3 la juniori  în august 2015.
Ea a câștigat primul ei meci principal într-un turneu WTA la Cupa Kremlin din octombrie 2016, iar prima ei apariție la un turneu de Grand Slam a fost la Australian Open 2017, unde a câștigat meciul din prima rundă împotriva Monicăi Niculescu. La US Open 2019, ea a învins-o pe campioana en-titre și prima favorită Naomi Osaka în trei seturi.
Primul ei titlu la simplu pe Circuitul WTA a fost Transylvania Open 2022.